# Warren Hastings
Pour les articles homonymes, voir Hastings.
Warren Hastings (Churchill, Oxfordshire, 6 décembre 1732 - 22 août 1818), homme politique britannique, est le premier gouverneur général de l'Inde britannique, nommé après Robert Clive, un mandat qu'il occupe de 1774 à 1785.
Sa relation privilégiée avec Philadelphia Hancock, sœur de George Austen, explique les liens étroits qu'il entretient avec la famille de la romancière Jane Austen.

## Biographie

### Premières armes en Inde
Hastings fait ses études à la Westminster School avant de rejoindre la Compagnie anglaise des Indes orientales en 1750 comme commis. En 1757, il devient résident britannique — c'est-à-dire responsable administratif — de Murshîdâbâd au Bengale. Il est nommé au conseil de Calcutta en 1761 puis retourne en Grande-Bretagne en 1764. Il revient en Inde en 1769 comme membre du conseil de Madras, et aussitôt met en chantier une réforme judiciaire et financière, une lutte contre les dacoïts qui pose les bases de l'Inde britannique.
Il avait alors décidé qu'il serait préférable que les Indiens soient gouvernés selon leurs propres lois, décision qui est difficile à mettre en place. En effet, le code de lois sanscrit n'était alors pas traduit en anglais, mais uniquement en persan, et aucun Anglais ne possédait une connaissance suffisante du sanscrit pour consulter les textes originaux. Charles Wilkins traduit les lois de Manu, il est par la suite aidé par William Jones.
Il est nommé gouverneur du Bengale en 1772, et prescrit alors aux juges britanniques de statuer selon « la justice, l'équité et sa conscience ».

### Gouverneur général des Indes
En 1773, il devient le premier gouverneur général des Indes.
Tandis que Clive a entretenu la fiction commode d'un Bengale indépendant dirigé par son nawab et vassal seulement du gouvernement moghol de Delhi, Hastings ne cache plus la mainmise de la CAIO sur la région. Le Nawab est dépouillé de ses prérogatives restantes et le tribut annuel payé à l'empereur moghol est supprimé. Hastings aide le royaume d'Awadh contre les raids des Rohillas, chefs de clan d'origine afghane, et prend des mesures pour contenir la menace marathe, sans toutefois empêcher la prise des villes d'Âgrâ, de Mathura, et même de Delhi, la capitale moghole. Hastings conclut cependant plusieurs traités avec des dirigeants indiens et cherche à former des alliances contre les forces d'Haidar Alî dans le Sud de l'Inde. Cependant, ses interventions, et notamment des envois de troupes, pour aider les présides de Bombay, dans son conflit avec les Marathes, et de Madras, dans sa guerre contre Haidar Alî, sont considérées comme des ingérences dans les gouvernements provinciaux.
Dans le même temps, il est dirigeant de la East India Company, et obtient de Londres le monopole sur le commerce de l'opium à Calcutta,.
En 1774, il essaie de négocier avec le gouvernement local tibétain une sorte de traité de commerce, il a du mal à obtenir pour son ambassadeur, George Bogle, l'autorisation de franchir la frontière, et, malgré le caractère diplomatique dont il était revêtu, fut obligé de s'arrêter à Tachilhounpo et ne peut arriver jusqu'à Lhasa. Il s'agit probablement de contrainte du gouvernement central chinois qui applique au Tibet les mesures à l'encontre des puissances étrangères appliquées au reste de l'Empire chinois, quelques années après 1741.
Robert Clive quitta l'Inde avec 234 000 livres sterling ce qui représenterait de nos jours plusieurs millions.

### Accusation de corruption et procès
Afin de mener ces guerres, Hastings « emprunte » de fortes sommes aux bégums d'Oudh et au râja Chait Singh de Bénarès. Ces façons de faire ainsi que d'autres choix discutables en manière de politique indienne forment la base de la procédure d'impeachment (« destitution ») lancée par le Parlement à son encontre après sa démission en 1784 et son retour en Grande-Bretagne. L'accusation de corruption soutenue par Edmund Burke et Sir Philip Francis — qu'il avait blessé en duel en Inde — entraîne un procès qui dure de 1788 à 1795 à l'issue duquel il est reconnu innocent grâce à son avocat Edward Law, malgré les attaques de Burke, Francis, Richard Brinsley Sheridan et Charles James Fox, mais qui le laisse ruiné.

## Vie privée
Warren Hastings épouse Mary Buchanan, après la mort du premier mari de celle-ci, lors de l'incident du « trou noir de Calcutta ». Il a d'elle deux enfants, George, né en décembre 1757, et Elizabeth, née dix mois plus tard, mais qui ne survit que quelques semaines. Le petit George est confié aux Austen de Steventon, parents de la romancière Jane Austen. Il meurt plus tard d'une infection de la gorge.
Mary Hastings meurt elle-même subitement lors de l'été 1759. Philadelphia Hancock, sœur de George Austen, et grande amie de Mary, dont il semble qu'elle l'ait connue avant même son arrivée en Inde, se rapproche alors encore davantage de Warren Hastings, au point que des commérages initiés par Mrs Strachey, sans doute poussée par la jalousie, circulent alors dans la colonie anglaise, et que Robert Clive écrit à son épouse pour lui interdire toute relation avec Mrs Hancock,.
Il est bien peu probable cependant que la fille qui naît alors à Philadelphia Hancock et à son mari, en décembre 1761, après neuf années de mariage, soit en réalité la fille naturelle de Warren Hastings, en dépit de ce que certains biographes de Jane Austen ont pu écrire. Toujours est-il que cette enfant, Eliza Hancock, cousine de Jane Austen, reçoit ce prénom en souvenir de la fille de Warren Hastings, morte prématurément, et qu'il en est le parrain.
Outre le soutien sans faille qu'il accorde à Eliza Hancock, Warren Hastings semble aussi avoir appuyé la carrière de Francis Austen, l'un des frères de Jane Austen, qui s'élève jusqu'au grade d'« amiral de la Flotte ».

## Postérité
Warren Hastings occupe une position peu commune dans les annales de l'Inde britannique, hormis son rôle de premier gouverneur général. Il favorise l'étude du monde indien et démontre un vif intérêt pour la littérature et la philosophie du sous-continent. C'est grâce à son soutien et son encouragement, par exemple, que Charles Wilkins produit la première traduction de la Bhagavad-Gîtâ en anglais, et sa préface à cette édition montre qu'il était un homme de culture.

## Bateau
Le Warren Hastings était un vapeur britannique qui s'est échoué sur un récif à proximité des côtes réunionnaises en 1897 alors qu'il transportait des troupes anglaises vers Maurice puis l'Inde.